# Floating (Album)
Floating  ist das dritte Musikalbum der deutschen Progressive-Rock- und Artrock-Band Eloy. Es erschien 1974 unter dem Label Harvest Records.

## Musikstil
Ein Teil der Titel beschäftigt sich mit der Entstehung und dem Untergang der Erde, einem Thema, das einige Jahre später mit dem Album Ocean wieder aufgegriffen wird. Mit Floating übernimmt Eloy krautrockige Musikstile des Vorgängeralbums Inside von 1973 und führt sie unter stärkerer Beteiligung von Gitarren fort. Die Titel Castle in the Air und Madhouse sind dagegen gänzlich ohne die bandtypischen Keyboards arrangiert und bei Plastic Girl kommt erstmals ein Synthesizer zum Einsatz.

## Entstehungsgeschichte
Bei den Aufnahmen zu Floating wurde der Bassist Wolfgang Stöcker durch Luitjen Janssen ersetzt. Das Coverart ist eine Reproduktion eines Gemäldes des französischen Science-Fiction-Malers Jacques Wyrs (1938–1988). 
Das Album wurde 2001 remastert, wobei drei live aufgenommene Titel als Bonus hinzugefügt wurden.

## Besetzung
- Frank Bornemann: E-Gitarre, Gesang
- Manfred Wieczorke: Keyboard, Gitarre
- Luitjen Janssen: Bassgitarre
- Fritz Randow: Schlagzeug

### Technik
- Produktion: Eloy
- Tontechnik: Wolfgang Thierbach, Helmut Rüßmann

## Titelliste
Alle Titel wurden von Eloy geschrieben, außer Titel 5 Madhouse von Gordon Bennit.

### Seite A
1. Floating – 4:02
2. The Light from Deep Darkness – 14:40

### Seite B
1. Castle in the Air – 7:16
2. Plastic Girl – 9:11
3. Madhouse – 5:16

### Remastered Edition Bonustracks (2001)
1. Future City (live) – 4:59
2. Castle in the Air (live) – 8:08
3. Flying High (live) – 3:30